# アーノルド・レーン
「アーノルド・レーン」（Arnold Layne）は、1967年に発表されたピンク・フロイドのデビュー・シングル。

## 解説
オリジナル・アルバム未収録曲で、後に『ピンク・フロイドの道』などのコンピレーション・アルバムに収録された。B面には、「キャンディー・アンド・ア・カレント・バン」が収録されている。いずれの曲も、作詞作曲は初期リーダーだったシド・バレット。
歌詞の内容は、女性の下着を盗むという趣味を持つ変質者（アーノルド・レーン）が警察に捕まり、刑務所に入れられるというもの。倫理的に問題があるため、ラジオ・ロンドン等で放送禁止となったが、BBCでは特に問題とされなかった。
『メロディ・メイカー』誌は「とにかく素晴らしい。ピンク・フロイドは英国ポップ・シーンに燦然と輝く新しい音楽を作り上げた」と絶賛した。
デビュー曲としては上々の全英20位に達した。シド・バレット作のセカンド・シングル「シー・エミリー・プレイ」もトップ10入りのヒットを記録し、ピンク・フロイドの評価は高まっていくが、シドは過度のドラッグ摂取により破綻をきたしてしまう。
2006年、デヴィッド・ギルモアとデヴィッド・ボウイのデュエットによるライブ・ヴァージョンが、シドの追悼シングルとしてリリースされた。

## 参加ミュージシャン
- シド・バレット - ボーカル、ギター
- ロジャー・ウォーターズ - ベース
- リチャード・ライト - キーボード
- ニック・メイスン - ドラム